# Famille Cramezel
Pour les articles homonymes, voir Cramezel.
Cette page explique l’histoire ou répertorie les différents membres de la famille Cramezel.
La famille Cramezel est une famille française guérandaise, notamment titulaire de la seigneurie de Kerhué.

## Famille
Extraction récente par arrêt du Parlement de 1741 et 1743. 9 générations.
Néanmoins, la famille Cramezel est alliée avec de nombreuses familles nobles d'ancienne extraction.

### Origine imaginaire
L'historien La Chesnaye des Bois en a donné au XVIIIe siècle une généalogie qui est une œuvre de haute imagination. D'après cet historien, la famille de Cramezel serait originaire d'Angleterre. Son auteur, Philippe de Cramezel aurait été fait, en considération de ses services, général des armées du roi Edouard Ier et aurait épousé Jeanne Boleyn, rattachant ainsi la famille Cramezel à Anne Boleyn décapitée en 1536, une des femmes d'Henri VIII. Toujours d'après la Chesnaye des Bois, Philippe de Cramezel aurait été père de Philippe-Emmanuel de Cramezel, né en 1226, qui aurait épousé en 1244 Louise de Fortescu, d'une illustre famille anglaise, grand-père d'Emmanuel-Philippe de Cramezel, né en 1278 (sic), qui aurait été gentilhomme d'honneur de Philippe VI de Valois, roi de France, et qui aurait été créé par ce prince chevalier de l'Ordre de l'Étoile, bisaïeul de Bertrand de Cramezel, né en 1323, qui aurait été prince de Champtocé, ville située sur la Loire, au-dessus d'Ingrandes, trisaïeul d'Armand de Cramezel, prince de Champtocé, chevalier de l'Étoile, auquel le roi Charles V aurait fait don du comté de Cerfeuil, et quadrisaïeul de Jean de Cramezel, né en 1368, qui aurait épousé Jeanne Bouchard de Montmorency et qui aurait continué la lignée.
Un tableau généalogique conservé dans les Dossiers bleus attribue à la famille de Cramezel une origine encore plus reculée. Ce travail la fait descendre de Jacques Cramezel, l'un des négociants les plus riches, les plus habiles et les plus accrédités d'Angleterre, dont le fils, Philippe, né en Angleterre le 30 juin 1189, général des armées du roi Édouard Ier aurait été anobli par ce prince et dont le petit-fils, Emmanuel-Philippe de Cramezel, né à Londres le l0 mai 1226, marié en 1259 à Louise de Fortescu, serait venu s'établir à Saint-Malo.
Une origine hongroise de la famille est évoquée dans le Journal historique sur les matières du temps.

### Origine probable
Dans la réalité, la famille de Cramezel est fort anciennement connue à Guérande, aux portes de laquelle elle a possédé la seigneurie de Kerhué. D'après le Répertoire de biobibliographie bretonne de Kerviler, elle serait venue d'Angleterre se fixer dans cette ville vers le milieu du XVe siècle. D'après le même ouvrage, le recueil de la confrérie de Saint-Nicolas de Guérande cite dix Cramezel depuis Jehan Cramezel, en 1479, jusqu'à Marc Cramezel du Vergier, en 1654. Les Archives de la Loire-inférieure citent d'autre part Jeanne Cramezel, veuve Leroy, qui, en 1587, légua 15 œillets de marais aux dominicains de Guérande.
Il est à noter qu'une terre appelée Cramezel existe dans la paroisse Saint-Brice-de-Clisson. L'historien René Kerviler  associe la famille bourgeoise nantaise Cramoiseul au Cramezel.

### Preuves contre les généalogies anciennes
La famille Cramezel ne figure à aucune des reformations et montres de la noblesse de Bretagne. Elle ne figure pas non plus au nombre de celles qui firent reconnaître leur noblesse lors des diverses recherches ordonnées par Louis XIV. La famille n'a même pas été condamnée comme usurpatrice, ce qui semble indiquer qu'elle n'avait pas encore de prétentions nobiliaires. Elle paraît ne s'être agrégée à la noblesse qu'au commencement du XVIe siècle sans qu'on lui connaisse de principe d'anoblissement régulier.
Des arrêts de maintenue de noblesse obtenus en 1741 et 1743 par la famille de Cramezel en font remonter la filiation à Jean de Cramezel, sieur de Kerméanac et de Beaumanoir, dont le fils, également appelé Jean, obtint le 13 mai 1457 une ordonnance des commissaires du duc de Bretagne.
On trouvera dans les manuscrits de Chérin une note du célèbre généalogiste conçue en ces termes : « Il faut être en garde sur cette généalogie qu'on soupçonne de beaucoup de fausseté, attendu que ce nom de Cramezel ne se trouve dans aucune histoire de la province de Bretagne, ni dans aucune des recherches faites en différents siècles sur la noblesse de cette province. D'après ces arrêts, Marc de Cramezel, chevalier, Sgr de Kerhué et de la Touche, né le 11 janvier 1572, aurait été capitaine au régiment de Tallard et aurait quitté le service en 1612. Il avait épousé à une date inconnue N. . . Arragon et en eut deux fils, Rolland et Marc, qui furent les auteurs de deux branches… »
L'historien Étienne Port dit que la famille est anoblie par le duc en 1440, avec franchise d'imposition sur les marais et les héritages de M. Deniel et de G. Cramezel (Archive de Loire Atlantique B126)

## Généalogie
La première mention fiable de la famille Cramezel  est au sujet d'une enquête de 1411 sur une maison appartenant à Jean Cramezel, boucher de son état. Cette enquête relate que Jean Cramezel était vassal du régaire et qu'il avait même rempli, pour l'évêque, les fonctions de sergent.
La deuxième mention fiable de la famille Cramezel date de 1479. Ci-dessous, un Jean Cramezel est cité comme membre dans le recueil de la confrérie de Saint-Nicolas de Guérande.
- Jean Cramezel épouse vers 1470 Jeanne Bouchart de la Maison de Kerbouchart de Batz.
  - Guillaume Cramezel époux d'une Le Tiec
    - Jean Cramezel gendarme à la bataille de Dreux, épouse en 1562 Jeanne de Kerpoisson (Kerallan)
      - Jeanne Cramezel épouse
      - fille Cramezel
      - fille Cramezel
      - fille Cramezel
      - fille Cramezel
      - François Cramezel époux de Jeanne Madique
        - Marc Cramezel (-<1636) époux de Renée Laragon dont descendent les 2 branches ci-dessous.

### Confrérie Saint-Nicolas de Guérande
Le recueil de la Confrérie cite dix Cramezel de 1479 à 1654 :
- Jehan en 1479
- un autre Jehan en 1491
- Pierre Cramezel de la Salle et Jehan de Kerméanic en 1531
- Jehan en 1553
- François Cramezel de Kerméanic en 1563
- Jehan Cramezel de la Salle en 1563
- Marc Cramezel de Kerhué en 1590
- Rolland Cramezel des Buttes en 1635.
- Marc Cramezel du Verger en 1654.

### Non rattachés
- Jeanne Cramezel épouse de Jehan Pierre de Saint-Aubin.
- Jeanne Cramezel, épouse de Charles Bessard, sieur de la Bazillais[6].
- Reine de Cramezel
- Jean-Sébastien de La Haye de Larré, chevalier, époux de demoiselle Jeanne-Antoinette de Cramzel de Kerhué[7];
- Marie Cramezel, dame de Bogat, femme de Jacques-Charles Danisy, en 1679[8].
- Eléonore de Cramezel (1706-), dame de Montlouis, épouse d'Achille de Montlouis (30 septembre 1650- septembre 1750, Château de Gâtinois), marquis de Brivaque, comte de Beaumanoir[9].

- N, Cramezel de Kerhué
  - Jacques Marie de Cramezel de Kerhué (-1795, Vannes)
    - Désiré Maurice Émile Cramezel de Kerhué [10]

  - Gabriel Julien Cramezel de Kerhué[11].

### Texte de 1636
Selon un texte portant sur une succession 1636 tiré de la Thèse de N. Dufournaud, nous avons :
- Janne Cramezel, épouse de maistre Nycollas Lefebvre.
- Marcq Cramezel époux de Renée Laragon, sieur et dame de Kerhue
- Jan Cramezel, sieur de Kerhue
- Rolland Cramezel sieur des Buttes
- Marcq Cramezel, sieur du Verger
- Marye Cramezel, fille mineure de desfunct Jacques Cramezel
- Francoys Laragon et sa femme Marthe Cramezel

### Branche aînée
- Roland de Cramezel (6 octobre 1605-), Seigneur de Kerhué, des Maisons-Neuves et de la Touche, né le, capitaine garde-côte, rentre à la confrérie de Saint-Nicolas de Guérande en 1635. Marié à Catherine le Mauguen en 1637 (Le Croisic).
  - Louis de Cramezel (27 février 1653-), seigneur de Kerhué. Marié à Marie Loisel.
    - Louis-David de Cramezel (29 juin 1680-), seigneur de Kerhué. Marié à Marie le Bourdic.
      - René de Cramezel (10 décembre 1705-), seigneur de Kerhué. Marié à Madeleine Hélye.
        - Jeanne Antoinette Cramezel, (18 septembre 1732 – 19 mai 1789). Mariée à Jean-Sébastien de La Haye de Silz, ( 29 août 1727 à Saint-Nazaire - 14 juin 1791 Arzal), comte de Larre[13].

Cette branche subsiste. Elle a été illustrée par Auguste-Victorin de Cramezel de Kerhué, né à Rennes en 1831, général de division en 1881, commandant de corps d'armée en 1889, grand-croix de la Légion d'honneur en 1897, qui a épousé en 1864 M. Marguier d'Aubonne, née Le Charron.
La famille de Cramezel a fourni un grand nombre d'officiers.
Son chef est connu sous le titre de marquis de Kerhué.

### Branche cadette
```
Marc de Cramezel (
1616
-), seigneur du Verger
│     marié à N…. Le Texier
│
└─> Joseph de Cramezel 
    │  x1 N…. Menard
    │     
    ├─> Pierre de Cramezel (
1675
-), Chevalier, sieur de Kergérault et de Baudron.
    │   │
    │   └─> Marie Josephe de Cramezel (
1732
-)
    │         x1 marié à Joseph-Maurice de 
Lantivy
, Chevalier, Seigneur de Livery
[
14
]
 le 9 septembre 
1732
, dans la Chapelle domestique du 
château de Séréac
 à 
Muzillac
.
    │         x2 marié à N. du Gouvello, chevalier, seigneur Ilyaval, capitaine au 
régiment d'infanterie de Mailly

    │
    │   x2 Anne Coraboeuf
    │
    ├─> Augustin de Cramezel (-
1694
), seigneur de la Haye.
    │   │    marié à Françoise Le Berthon
    │   │
    │   └─> 
Pierre-Augustin de Cramezel
 (
1722
-), seigneur de la Haye et sieur de Meules, officier de marine, 
    │                  auteur des 
délices de la solitude
, 
Essai sur les préjugés du point d'honneur

    │                   et d'un volume d’œuvres diverses, septembre 
1751

    │           marié à Françoise Prieur en 
1752

    │
    └─> Jean de Cramezel, mort jeune.
```

## Blason
Le blason des Cramezel dérive probablement de l'ancienne maison Bouchart de Batz-sur-Mer.
| Blason | Nom de la famille et blasonnement                                        | Devise |
| ------ | ------------------------------------------------------------------------ | --- |
|        | Famille Cramezel, D'azur, à trois dauphins ou marsouins d'argent 2 et 1. | Fidelis Patria, Regis generasus et ardens, Consestim vires, animamque utrique repono (Fidèle à sa Patrie, brave pour son Prince, il leur sacrifie et ses forces et la vie) ,. |

## Charges militaires
Parmi les officiers de vaisseau du Croisic on trouve des Cramzel :
- Jacques-Marie Cramezel de Kerhué (Guérande-2 août 1795 Bedos, Vannes), Garde de la Marine en 1757, il fait huit campagnes au Canada. Il rencontre Bougainville en novembre 1766, peu avant son départ en Expédition[18]. Selon Pierre de la Condamine :"Un compagnon de Bougainville Jacques Marie de Cramezel de Kerhué. En appétit de risques et de voyages, Jacques Marie de Cramezel de Kerhué sillonne les océans de notre planète. Avec Bougainville, il fait le tour du monde sur la Boudeuse (1766)."[19],[20]. Lieutenant de vaisseau le 14 février 1778, il fait partie de l'armée navale de d'Orvilliers. Le 15 septembre 1782, il est nommé capitaine de vaisseau, en service inactif[21]. Major de vaisseau le 1er mai 1786. En 1795, émigré, il est fusillé à Vannes, après la Bataille de Quiberon (1795)
- Un "de Kerhue", est lieutenant de vaisseau, sous les ordres du vicomte d'Escars, dans l'escadre du comte de Grasse, sur le Glorieux (vaisseau de 74 canons, 1756), lors de la bataille des Saintes, le 12 avril 1782[22].(Guerre d'indépendance américaine).
- Michel-Joseph Cramezel de Kerhué (17 février 1738 à Guérande-), chevalier, garde de la Marine le 7 octobre 1756, lieutenant de vaisseau le 4 avril 1777, sert sur le Sphinx (vaisseau de 64 canons, 1776) en  1778, le Sphinx participe à la bataille d'Ouessant dans l'arrière-garde, le Sphinx est commandé par la capitaine de vaisseau Claude-René Pâris de Soulanges, l'Indien (56 canons, 1692) en 1779 dans l'escadre d'Orvilliers, commande la Tourterelle en 1781, capitaine de vaisseau à prendre rang le 20 juillet 1782, pris rang le 15 septembre 1782. Ce lieutenant de vaisseau prit en 1782 le commandement de la frégate la Cléopâtre, 36 canons. Il la quitte pour raison de maladie en décembre 1782 et rentre en France[21]. Commande le Hardi (vaisseau de 64 canons, 1750) en 1783 et 1784, armé en flûte, 64 canons, dans l'escadre de Suffren[23]. Il participe dans l'arrière garde de l'escadre de Suffren à la bataille de Gondelour en juin 1783 [24].
- Pierre-Augustin de Cramezel (1722-), lieutenant de fusiliers marins, enseigne de vaisseau en 1764, et proposé pour adjoint à l'Académie de Marine en 1776[25].
- Victor-Alexandre Jules Cramezel de Kerhué (9 mars 1825 Rennes-), engagé volontaire aux hussards en 1818, élève de Saint-Cyr en 1849, sous-lieutenant au 24e léger en 1851, lieutenant en 1855, fit les campagnes d'Algérie de 1855 à 1858 et d'Italie en 1859, capitaine en 1863, il fit partie du corps expéditionnaire du Mexique [26]. René Jules Emile Cramezel de Kerhué (6 mars 1860-), son fils était lieutenant d'infanterie à Guingamp en 1894[27]. Ce dernier fut ensuite capitaine, dans le 85ème régiment d'infanterie, et élevé au rang de chevalier de la Légion d'honneur en 1905[28].
- Auguste Victorin de Cramezel de Kerhué, frère du précédent, (4 juillet 1831 Rennes- 1918[29]), élève de Saint-Cyr en 1849, lieutenant de hussards en 1854, se distingua en Crimée à la bataille du Pont Tracktir et à l'assaut de Malakoff au côté du général Bourbaki, dont il était l'officier d'ordonnance, capitaine en 1860, lieutenant-colonel en 1869, il se battit à Sedan le 3 septembre 1871, fut interné en Belgique, puis échangé le 15 novembre et nommé colonel le 30 novembre, général de brigade en 1875, il représenta la France aux grandes manœuvres allemandes de 1879, général de division en 1881, chevalier de l'Ordre de Pie IX, commandant du 6e corps d'armée en 1889[30]. Sa fille Alix-Marie Cramezel de Kerhué a épousé en 1894 à Paris le vicomte du Follin[31].

## Principales alliances
de Lantivy, de Gouvello, le Berthon, de Courson, de la Haye de Plouer, de Cibon, le Charron, de Bernard de Talode du Grail 1891, de la Fontaine, de Follin 1894, de Gouessin 1909, de Cadoret, de la Forest, le Cliarron, etc.

## Seigneuries, terres
Seigneuries, terres ,
- Château de Cadouzan, au XVIIIe siècle[33], Saint-Dolay
- Château de la Salle, Sérent[34]
- Seigneur de la Bernardière, Saint-Dolay
- Seigneur de Bogat, Guérande, Terre et Juridiction, à Marie Cramezel femme de Jacques-Charles Dauisy en 1679[35]
- Seigneur de la Haye, Saint-Dolay
- Seigneur de Kergérault et ses marais salants tenue par Pierre de Cramezel[36].
- Seigneur de Kerhué, Manoir, Batz-sur-Mer, Guérande apporté par héritage Madic.
- Seigneur du Minihy, Saint-Dolay
- Seigneur de la Touche, Terre, Guérande, aveu de 1680 de Noble Homme Joseph Cramezel[37].
- Seigneur de la Salle Branguen, Métairie, Basse-Justice[38], Saint-Molf
- Seigneur de la Ville-Brénoguen, Saint-André-des-Eaux

## Pour approfondir